# La Hoguette
La Hoguette est une commune française, située dans le département du Calvados en région Normandie, peuplée de 664 habitants (les Hoguetons).

## Géographie
La commune est aux confins de la campagne de Falaise et de la plaine d'Argentan, dans le département du Calvados, à la limite du département de l'Orne. Son bourg est à 3,5 km au sud-est de Falaise, à 16 km à l'ouest de Trun et à 20 km au nord-ouest d'Argentan.
La Hoguette compte onze communes limitrophes du fait de sa superficie importante. Couvrant 2 444 hectares, elle est la commune la plus étendue des cantons Nord et Sud de Falaise.
Les eaux de la commune sont collectées par la Bonne Eau, le ruisseau du Gué Pierreux et le Traîne-Feuilles.
Le point culminant (267 m) se situe sur une crête au sud, près du lieu-dit la Haute Côte. Le point le plus bas (89 m) correspond à la sortie du ruisseau du Gué Pierreux du territoire, au nord-est.
| Falaise            | Eraines, Villy-lez-Falaise           | Fresné-la-Mère            |
| Saint-Pierre-du-Bû | La Hoguette                          | Pertheville-Ners, Vignats |
| Cordey             | Neuvy-au-Houlme (Orne), Rônai (Orne) | Nécy (Orne)               |

### Géologie et écologie
La commune de La Hoguette repose sur un sous-sol composé de roches calcaires dans son ensemble nord et de grès et schiste dans la partie sud.
La commune est recouverte de boisements sur 44 % de sa surface (10,68 km2).
Deux zones naturelles d'intérêt écologique, faunistique et floristique (ZNIEFF) sont répertoriées par la Direction régionale de l'Environnement (DIREN).
Il s'agit du bois de Saint-André et des bois alentour, ZNIEFF de type II ; et de la zone tourbeuse de Saint-Aubin de type I.
On peut distinguer deux unités paysagères sur La Hoguette :
- la campagne de Trun, au nord du bourg ;
- le Haut Pays de Falaise, paysage constitué de crêtes boisées et de couloirs bocagers parallèles.

### Hydrographie
La commune est située dans le bassin Seine-Normandie. Elle est drainée par le Trainefeuille, la Gronde, le Traine-Feuilles, la Bilaine, la Filaine, le fossé 02 de la commune de la Hoguette, le fossé 01 de la Davoiserie, le cours d'eau 01 de Rochefort, le fossé 01 du Bauquet, la Bonne Eau, le fossé 01 de la Roche, le cours d'eau 02 de Saint-Aubin et le cours d'eau 05 des Fontenelles,,.
Le Trainefeuille, d'une longueur de 14 km, prend sa source dans la commune de Saint-Pierre-du-Bû et se jette  dans la Dives à Beaumais, après avoir traversé sept communes. 

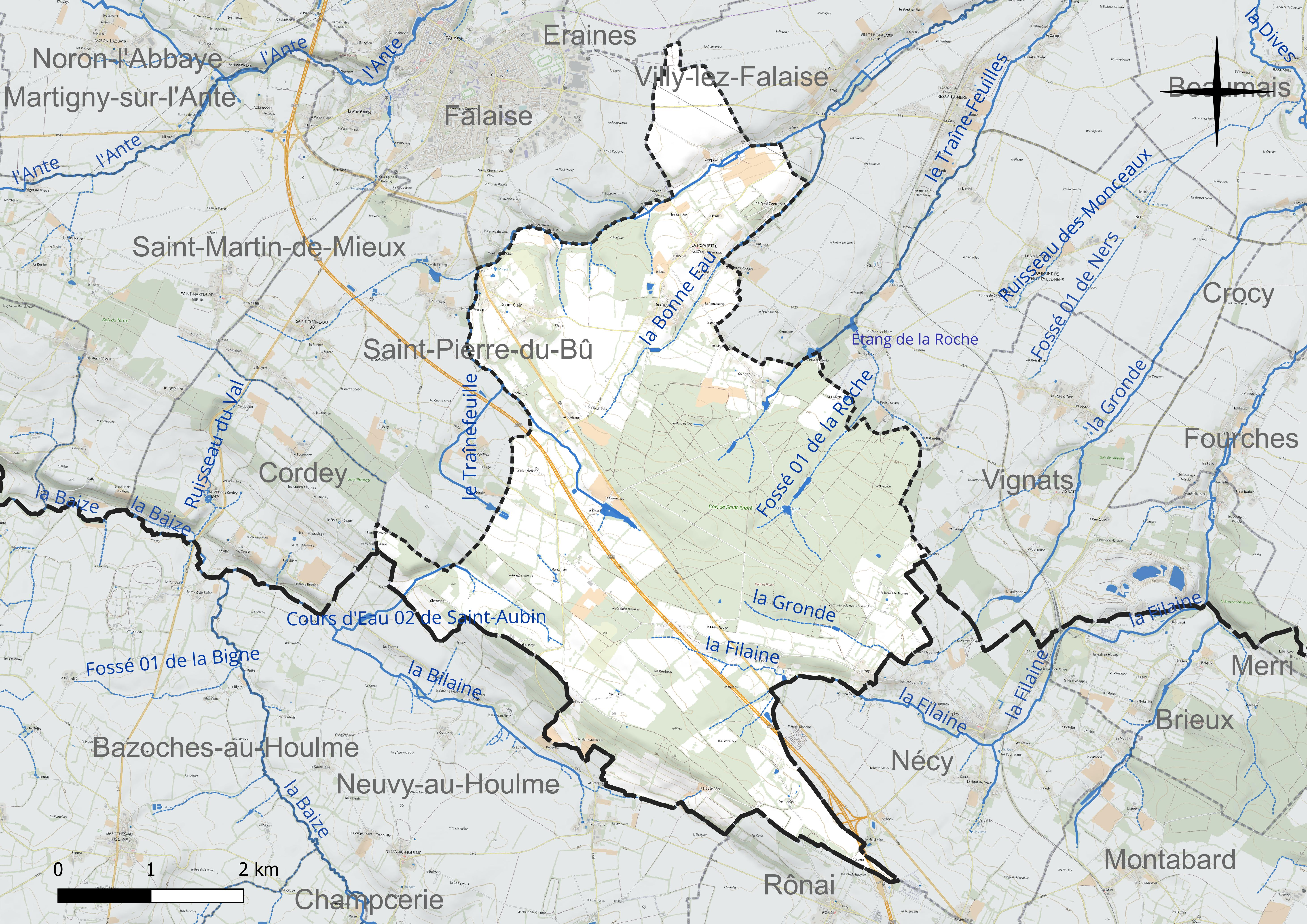
Réseau hydrographique de la La Hoguette.

Un plan d'eau complète le réseau hydrographique : l'étang du Neuf Vivier (0,6 ha),.

### Climat
Pour des articles plus généraux, voir Climat de la Normandie et Climat du Calvados.
En 2010, le climat de la commune est de type climat océanique altéré, selon une étude du CNRS s'appuyant sur une série de données couvrant la période 1971-2000. En 2020, Météo-France publie une typologie des climats de la France métropolitaine dans laquelle la commune est exposée à un climat océanique et est dans la région climatique Normandie (Cotentin, Orne), caractérisée par une pluviométrie relativement élevée (850 mm/a) et un été frais (15,5 °C) et venté. Parallèlement le GIEC normand, un groupe régional d'experts sur le climat, différencie quant à lui, dans une étude de 2020, trois grands types de climats pour la région Normandie, nuancés à une échelle plus fine par les facteurs géographiques locaux. La commune est, selon ce zonage, exposée à un « climat des plateaux abrités », correspondant à la plaine agricole de Caen à Falaise, sous le vent des collines de Normandie et proche de la mer, se caractérisant par une pluviométrie et des contraintes thermiques modérées.
Pour la période 1971-2000, la température annuelle moyenne est de 10,3 °C, avec une amplitude thermique annuelle de 12,9 °C. Le cumul annuel moyen de précipitations est de 757 mm, avec 11,9 jours de précipitations en janvier et 7,3 jours en juillet. Pour la période 1991-2020, la température moyenne annuelle observée sur la station météorologique la plus proche, située sur la commune de Damblainville à 5 km à vol d'oiseau, est de 11,6 °C et le cumul annuel moyen de précipitations est de 716,8 mm,. Pour l'avenir, les paramètres climatiques de la commune estimés pour 2050 selon différents scénarios d'émission de gaz à effet de serre sont consultables sur un site dédié publié par Météo-France en novembre 2022.

## Urbanisme

### Typologie
Au 1er janvier 2024, La Hoguette est catégorisée commune rurale à habitat dispersé, selon la nouvelle grille communale de densité à 7 niveaux définie par l'Insee en 2022.
Elle est située hors unité urbaine. Par ailleurs la commune fait partie de l'aire d'attraction de Caen, dont elle est une commune de la couronne,. Cette aire, qui regroupe 296 communes, est catégorisée dans les aires de 200 000 à moins de 700 000 habitants,.

### Occupation des sols
L'occupation des sols de la commune, telle qu'elle ressort de la base de données européenne d'occupation biophysique des sols Corine Land Cover (CLC), est marquée par l'importance des territoires agricoles (55,3 % en 2018), en diminution par rapport à 1990 (56,1 %). La répartition détaillée en 2018 est la suivante :
forêts (43,3 %), prairies (38,3 %), terres arables (12,2 %), zones agricoles hétérogènes (4,8 %), milieux à végétation arbustive et/ou herbacée (1 %), zones urbanisées (0,3 %). L'évolution de l'occupation des sols de la commune et de ses infrastructures peut être observée sur les différentes représentations cartographiques du territoire : la carte de Cassini (XVIIIe siècle), la carte d'état-major (1820-1866) et les cartes ou photos aériennes de l'IGN pour la période actuelle (1950 à aujourd'hui).

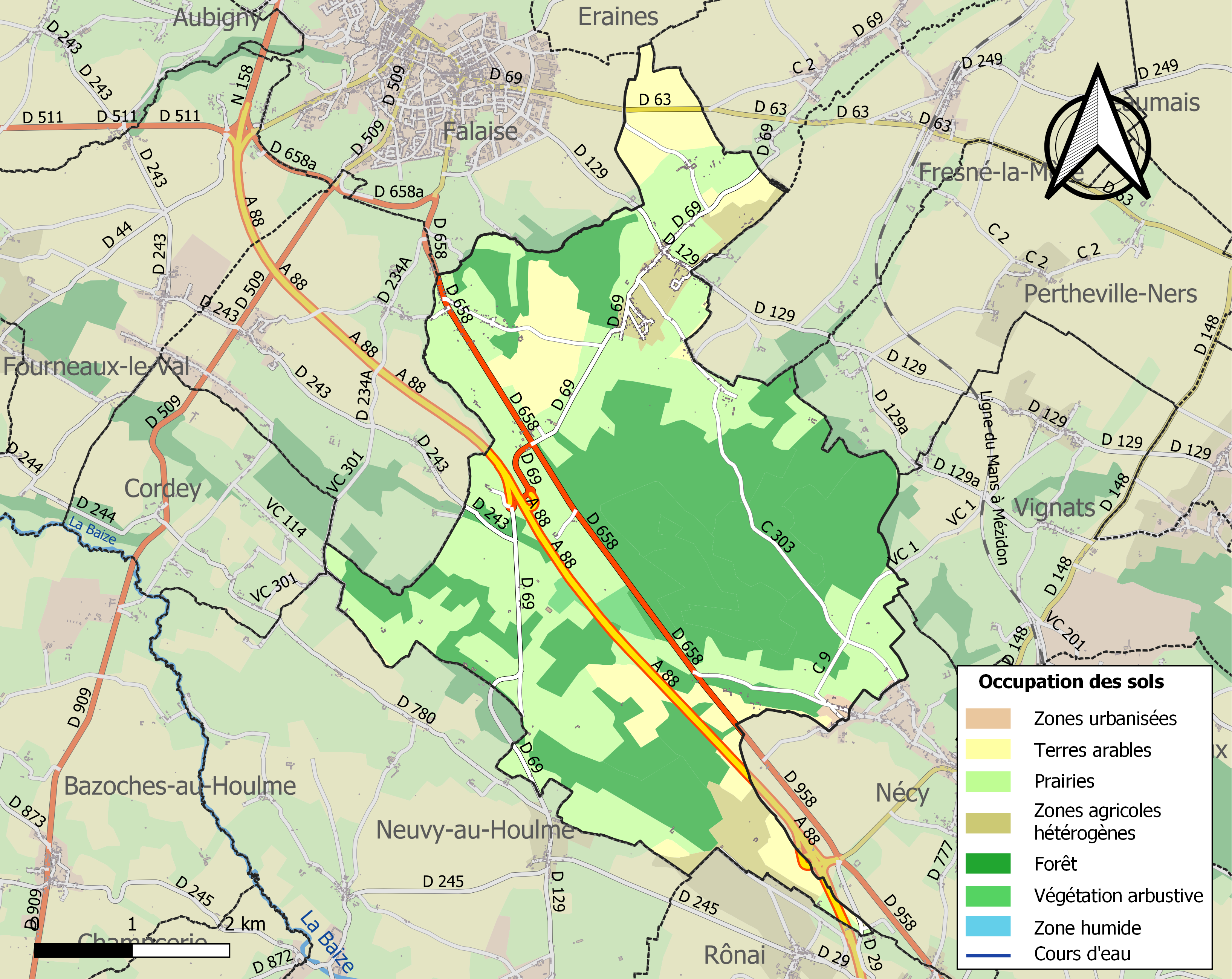
Carte des infrastructures et de l'occupation des sols de la commune en 2018 (CLC).

## Toponymie
Le nom de la localité est attesté sous les formes Hogueia en 1177, Hoguete en 1256.
Le nom de La Hoguette est un diminutif en -ette du mot normand hogue (hougue en Cotentin) « colline, butte, tertre, dune » et accessoirement « hauteur boisée » en Haute-Normandie. On le trouve fréquemment dans la toponymie (cf. les Hogues ou Saint-Vaast-la-Hougue). Il est lui-même issu du vieux norrois haugr « hauteur, colline ».

## Histoire

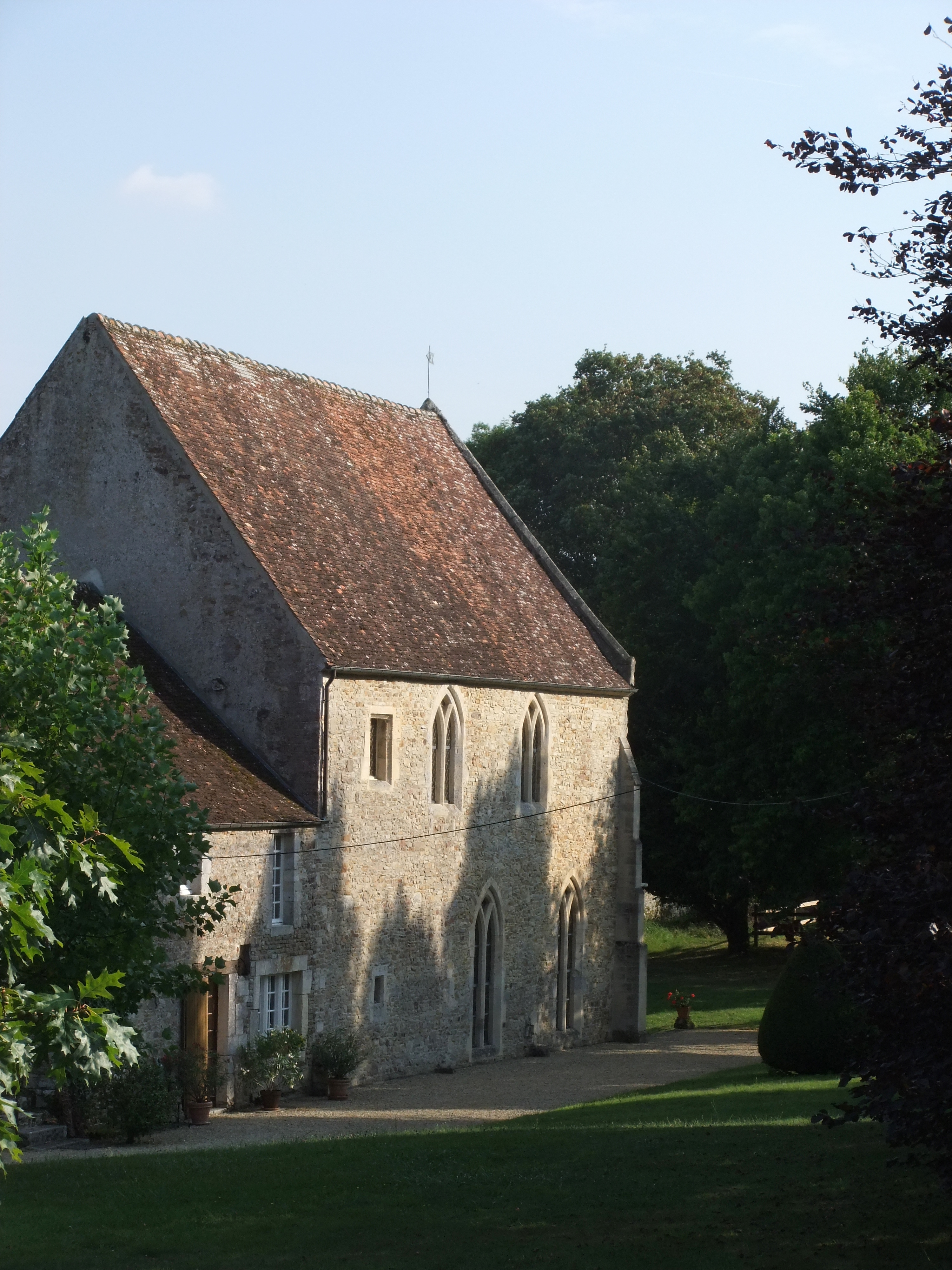
L'abbaye de Saint-André.

La paroisse créée en 1236 portait auparavant le nom de Saint-Barthélémy du Gué Pierreux, de son saint patron : saint Barthélemy, fêté le 24 août.
En 1450, le roi de France Charles VII s'établit à l'abbaye de Saint-André au moment du siège de Falaise contre les Anglais.
En 1589, se déroule la bataille des Gauthiers dans la guerre qui oppose Henri IV et Charles de Mayenne sur les communes de Ronai et Nécy. Les combats se déroulent en partie sur La Hoguette, au lieu-dit la Butte Rouge, peut-être ainsi nommé en raison du sang versé.
En 1827, La Hoguette (496 habitants en 1821) absorbe Vesqueville (anciennement Évesqueville, 136 habitants), au nord-est du territoire.
Lors de la Deuxième Guerre mondiale, le 8 juillet 1944, le bourg de La Hoguette est bombardé par les Alliés, bilan : trois morts et de nombreux blessés. La commune est libérée le 18 août 1944 par la 2e DI canadienne et la 53e DI britannique.

## Politique et administration
| Période                                  | Période   | Identité                 | Étiquette | Qualité          |
| ---------------------------------------- | --------- | ------------------------ | --------- | ---------------- |
| 1791                                     | 1792      | Michel Laurent           |           |                  |
| 1792                                     | 1799      | Denis Leroux             |           |                  |
| 1799                                     | 1809      | Thomas Souloy            |           |                  |
| 1809                                     | 1811      | Joseph Loriot            |           |                  |
| 1811                                     | 1817      | Jean-Baptiste Chaudron   |           |                  |
| 1817                                     | 1828      | François Girard          |           |                  |
| 1828                                     | 1829      | Frédéric Duval           |           |                  |
| 1829                                     | 1843      | Ambroise Roset           |           |                  |
| 1843                                     | 1848      | Jacques Edouard Le Clerc |           |                  |
| 1848                                     | 1867      | Jean-Jacques Bellou      |           |                  |
| 1875                                     | 1912      | Raymond Le Clerc         |           |                  |
| 1912                                     | 1921      | Victor Leneveu           |           |                  |
| 1921                                     | 1929      | Émile Mottais            |           |                  |
| 1929                                     | 1945      | Georges Le Clerc         |           |                  |
| 1945                                     | 1989      | Lucien Gilot             |           |                  |
| 1989                                     | juin 1991 | Jean-Pierre Pican        |           |                  |
| juin 1991                                | mars 2008 | Roland Audoux            |           | Professeur       |
| mars 2008                                | mars 2014 | Alain Guilmart           | SE        |                  |
| mars 2014                                | En cours  | Sylvie Grenier           | SE        | Agent commercial |
| Les données manquantes sont à compléter. |           |                          |           |                  |

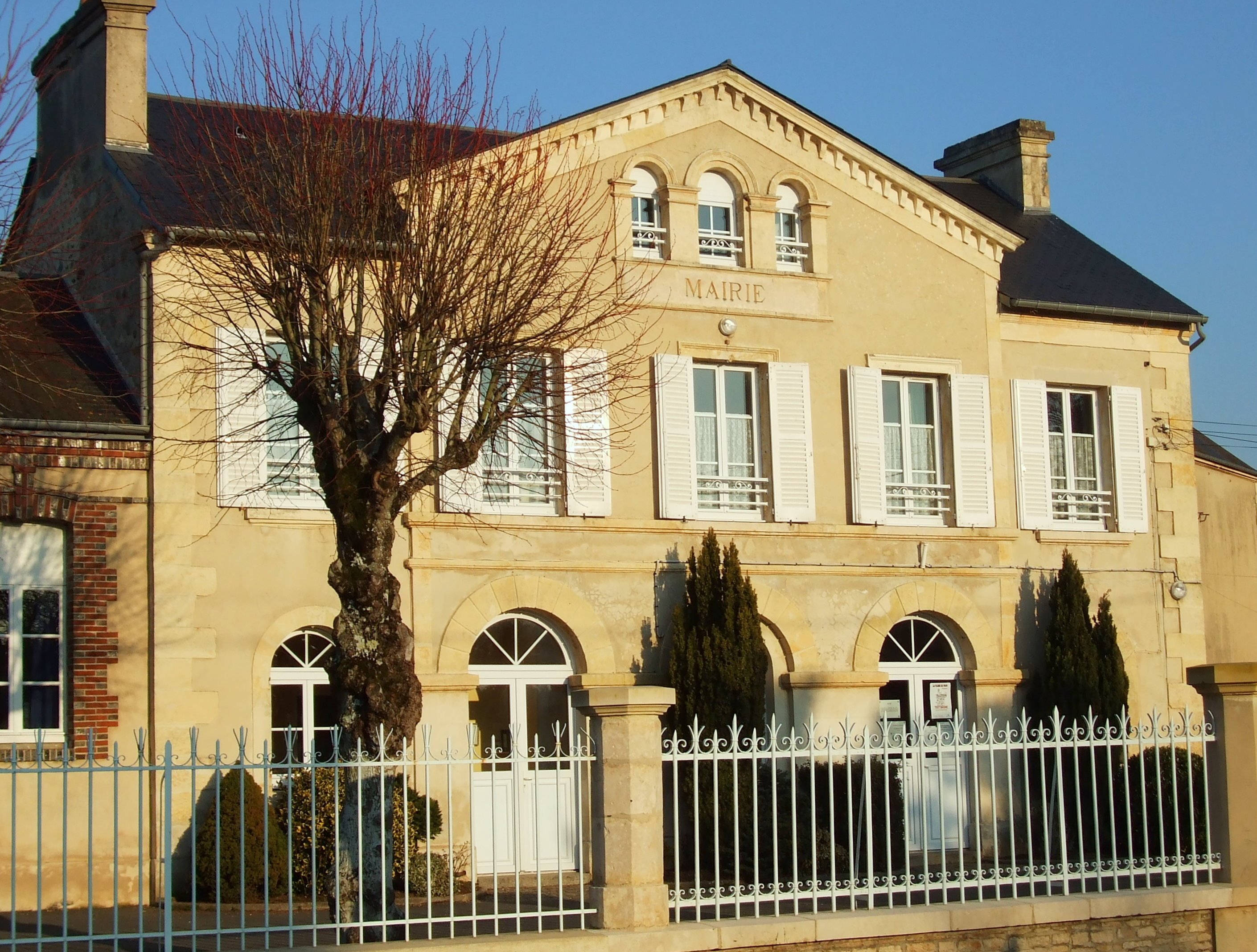
La mairie de La Hoguette.

Le conseil municipal est composé de quinze membres dont le maire et trois adjoints.
Le Sivom du canton de Falaise-Sud, comprenant les sept communes du canton, a son bureau à la mairie de La Hoguette. Le Sivom s'occupe principalement du transport et des repas scolaires sur le canton et d'un centre de loisirs, situé à Versainville. Plus récemment, le Sivom a construit son PLU, regroupant les sept communes du syndicat.

## Démographie
L'évolution du nombre d'habitants est connue à travers les recensements de la population effectués dans la commune depuis 1793. Pour les communes de moins de 10 000 habitants, une enquête de recensement portant sur toute la population est réalisée tous les cinq ans, les populations de référence des années intermédiaires étant quant à elles estimées par interpolation ou extrapolation. Pour la commune, le premier recensement exhaustif entrant dans le cadre du nouveau dispositif a été réalisé en 2005.
En 2022, la commune comptait 664 habitants, en évolution de −7,52 % par rapport à 2016 (Calvados : +1,58 %, France hors Mayotte : +2,11 %).
La Hoguette a compté jusqu'à 737 habitants en 1846.
| 1793 | 1800 | 1806 | 1821 | 1831 | 1836 | 1841 | 1846 | 1851 |
| ---- | ---- | ---- | ---- | ---- | ---- | ---- | ---- | ---- |
| 422  | 374  | 575  | 496  | 641  | 684  | 688  | 737  | 720  |

| 1856 | 1861 | 1866 | 1872 | 1876 | 1881 | 1886 | 1891 | 1896 |
| ---- | ---- | ---- | ---- | ---- | ---- | ---- | ---- | ---- |
| 697  | 664  | 701  | 639  | 631  | 588  | 553  | 546  | 505  |

| 1901 | 1906 | 1911 | 1921 | 1926 | 1931 | 1936 | 1946 | 1954 |
| ---- | ---- | ---- | ---- | ---- | ---- | ---- | ---- | ---- |
| 519  | 475  | 434  | 386  | 402  | 373  | 405  | 425  | 431  |

| 1962 | 1968 | 1975 | 1982 | 1990 | 1999 | 2005 | 2006 | 2010 |
| ---- | ---- | ---- | ---- | ---- | ---- | ---- | ---- | ---- |
| 454  | 464  | 436  | 485  | 532  | 573  | 593  | 601  | 689  |

| 2015 | 2020 | 2022 | - | - | - | - | - | - |
| ---- | ---- | ---- | - | - | - | - | - | - |
| 719  | 664  | 664  | - | - | - | - | - | - |

## Enseignement
L'école de La Hoguette appartient au regroupement intercommunal des écoles du RPI Les Roches-Feuilles avec les communes de Fresné-la-Mère, Villy-lez-Falaise et Pertheville-Ners.

## Lieux et monuments
- Ancienne abbaye de Saint-André-de-Gouffern (ou de Notre-Dame de Vignats) fondée en 1127 par les moines cisterciens, classée Monument historique[41]. L'église abbatiale est détruite en 1792 ; il reste encore quelques vestiges du monastère (propriété privée, mais ouverte au public les après-midis d'été du mercredi au dimanche[42]).
- Église paroissiale Saint-Barthélemy (XVIIIe siècle) dépendant aujourd'hui de la paroisse de Falaise. L'église Saint-Martin de Vesqueville a été détruite au XIXe siècle à la suite de la fusion de communes[43].
- Manoir de Vesqueville (1724).
- Château de Courtitout (1780).
- Château du Bosq (début XIXe siècle).
- Château de Rochefort.

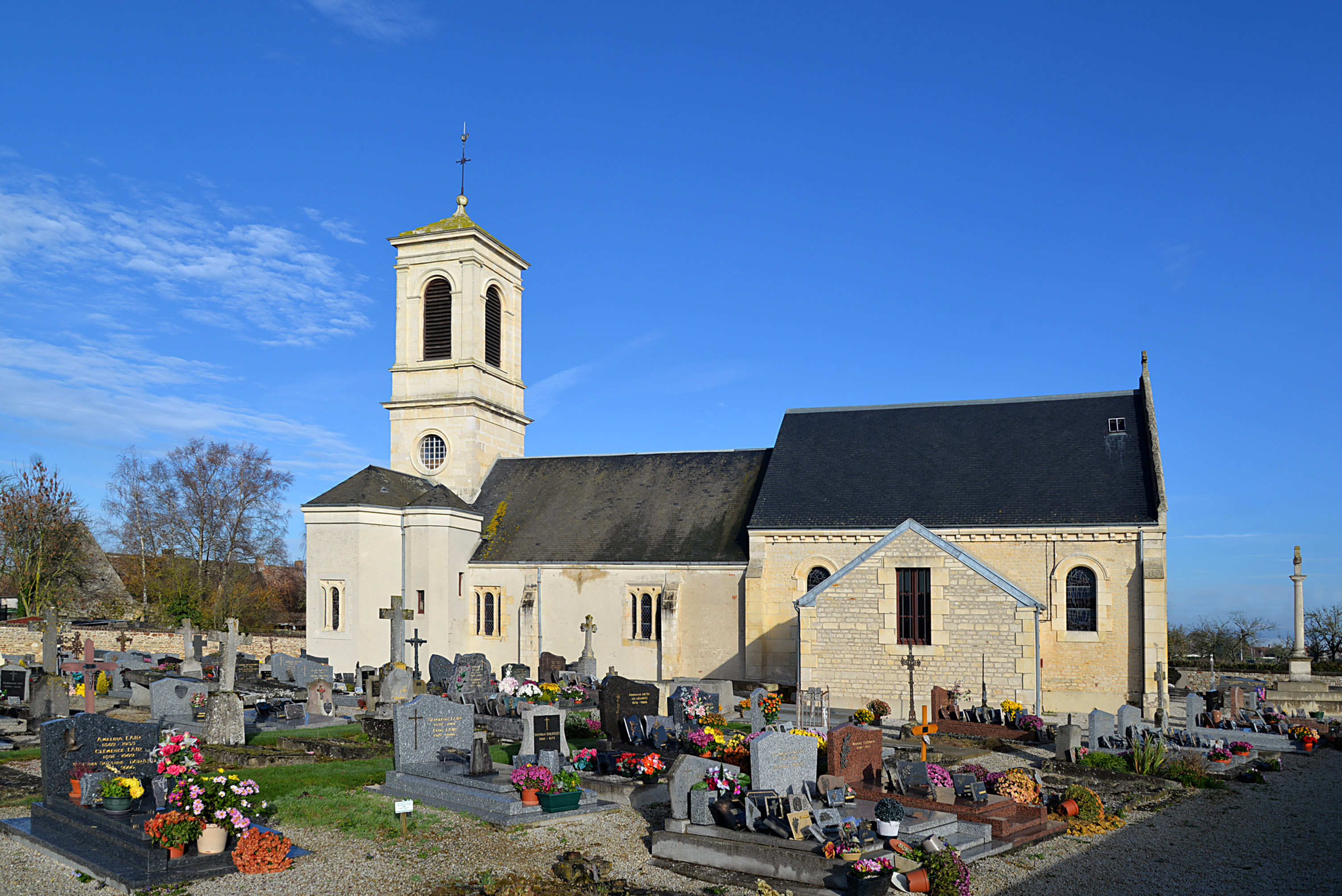
L'église Saint-Barthélemy. Vue sud.
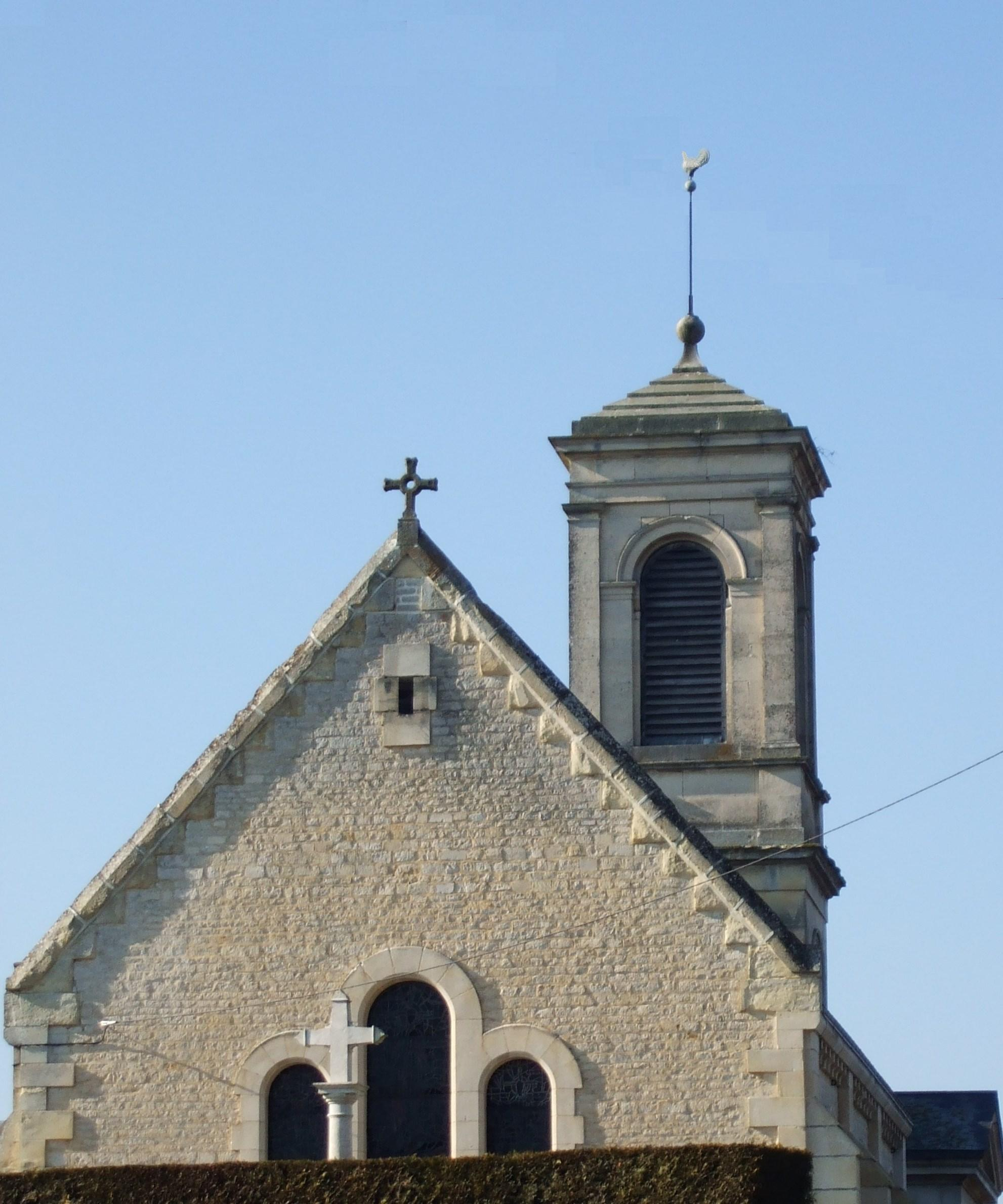
L'église Saint-Barthélemy.
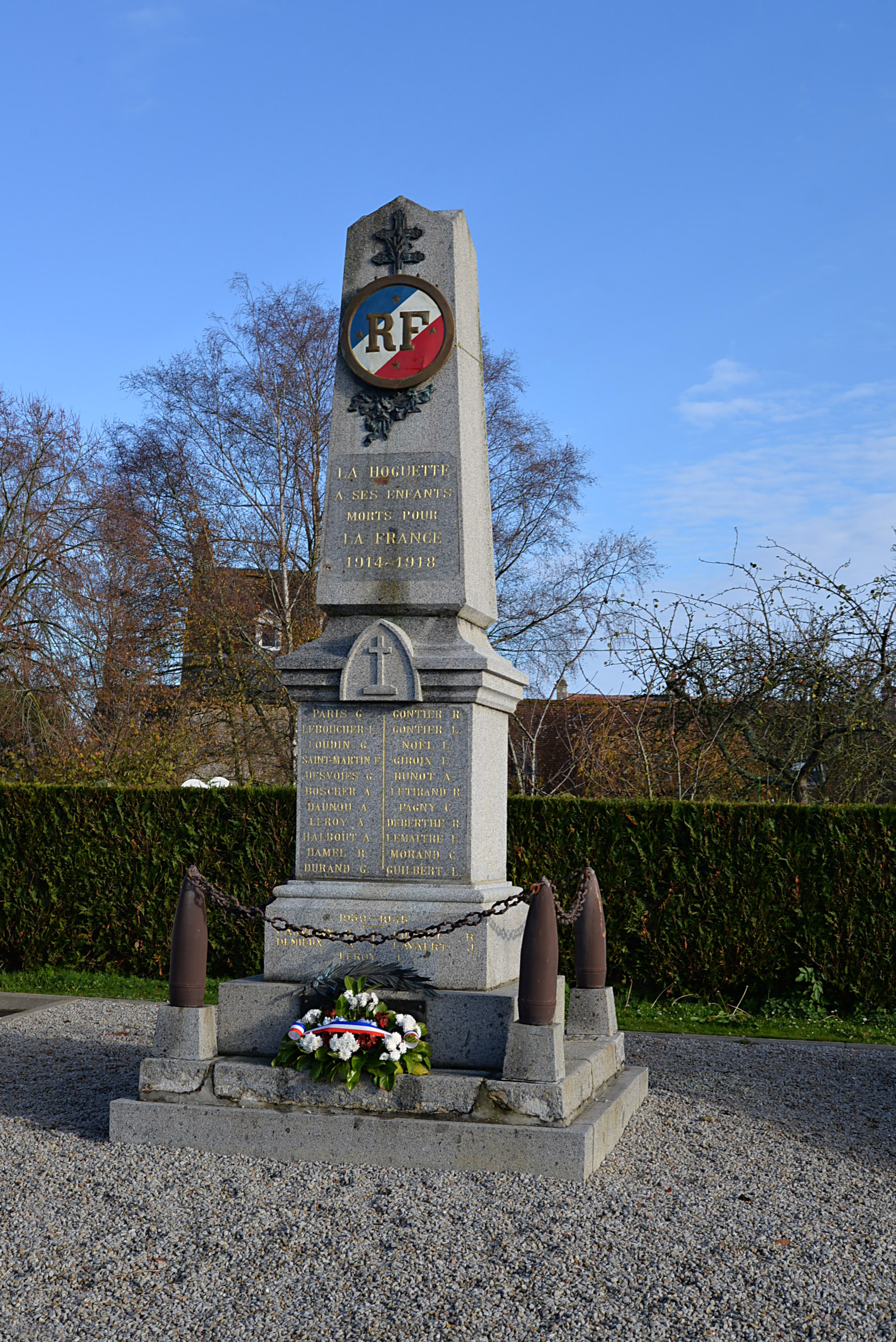
Le monument aux morts.

## Activités et manifestations

### Sports
L'Association sportive de La Hoguette fait évoluer une équipe de football en division de district.
Il existe également un club de tennis de table et un club de cyclotourisme.

## Personnalités liées à la commune
- Jacques Édouard Leclerc (1767-1852 à La Hoguette), homme politique, député du Calvados de 1827 à 1831 et de 1837 à 1842.
- Georges Marchais (1920 à La Hoguette - 1997), homme politique, secrétaire général du Parti communiste français de 1972 à 1994.

## La Hoguette dans les arts
Quelques scènes du film Les Bidasses en folie des Charlots ont été tournées à La Hoguette.